# Bomolocha tetrasticta
Bomolocha tetrasticta är en fjärilsart som beskrevs av George Francis Hampson 1910. Bomolocha tetrasticta ingår i släktet Bomolocha och familjen nattflyn. Inga underarter finns listade i Catalogue of Life.